# Gun Adler
Gunhild (Gun) Elisabeth Adler, född 9 februari 1910 i Matteus församling i Stockholm, död 16 april 1977 i Solna församling, var en svensk skådespelare. Gift Gavelius.
Adler filmdebuterade 1938 i Gunnar Olssons Du gamla du fria. Hon kom att medverka i drygt 10 filmproduktioner.
Gun Adler är begravd på Alseda kyrkogård.

## Filmografi roller
- 1938 – Du gamla du fria
- 1939 – Frun tillhanda
- 1939 – Melodin från Gamla Stan
- 1941 – Dunungen
- 1941 – Lärarinna på vift
- 1941 – Striden går vidare
- 1942 – Doktor Glas
- 1942 – En trallande jänta
- 1942 – Ta hand om Ulla
- 1944 – Släkten är bäst
- 1944 – Narkos
- 1945 – Mans kvinna
- 1947 – Kvinna utan ansikte
- 1950 – Kyssen på kryssen

## Teater

### Roller (ej komplett)
| År   | Roll         | Produktion                                       | Regi                         | Teater                   |
| ---- | ------------ | ------------------------------------------------ | ---------------------------- | ------------------------ |
| 1942 |              | Kvinnan väntar Artur Lundkvist                   | Anna Norrie Sandro Malmquist | Folkan                   |
| 1943 | Flickans mor | U39 Rudolf Värnlund                              | Ingmar Bergman               | Dramatikerstudion        |
| 1943 | Fru Svensson | Tivolit Ingmar Bergman                           | Ingmar Bergman               | Stockholms studentteater |
| 1946 | Frieda       | Morgondagens värld James Gow och Arnaud d'Usseau | Martha Lundholm              | Vasateatern Även turné   |
| 1946 | Dagmar       | Aldrig en kvinna Ivan Oljelund                   | Martha Lundholm              | Vasateatern              |
| 1946 | Jeanne       | Doris Marcel Thiébaut                            | Martha Lundholm              | Vasateatern              |
| 1947 | Mrs Clancy   | Röd i det blå Zoë Akins                          | Ernst Eklund                 | Vasateatern              |
| 1947 | Rosalie      | Solfjädern Oscar Wilde                           | Martha Lundholm              | Vasateatern              |
| 1948 | Fru Stråman  | Kärlekens komedi Henrik Ibsen                    | Martha Lundholm              | Vasateatern              |

### Fotnoter
1. 1 2  ”Gun Adler”. Svensk Filmdatabas. http://www.sfi.se/sv/svensk-filmdatabas/Item/?type=PERSON&itemid=60648&ref=%2ftemplates%2fSwedishFilmSearchResult.aspx%3fid%3d1225%26epslanguage%3dsv%26searchword%3dgun+adler%26type%3dPerson%26match%3dBegin%26page%3d1%26prom%3dFalse. Läst 17 september 2012.
2. ↑  SvenskaGravar
3. ↑  ”Dramatikerstudion börjar igen”. Dagens Nyheter:  s. 13. 11 oktober 1942. http://arkivet.dn.se/arkivet/tidning/1942-10-11/276/13. Läst 27 mars 2016.
4. ↑  ”U39”. Stiftelsen Ingmar Bergman. http://ingmarbergman.se/verk/u39. Läst 16 oktober 2015.
5. ↑  ”Tivolit”. Stiftelsen Ingmar Bergman. http://ingmarbergman.se/verk/tivolit. Läst 16 oktober 2015.
6. ↑  ”Morgondagens värld”. Musikverket. http://calmview.musikverk.se/CalmView/Record.aspx?src=CalmView.Performance&id=PERF14156&pos=440. Läst 5 maj 2016.
7. ↑  ”Teater Musik Film”. Dagens Nyheter:  s. 13. 1 juni 1946. http://arkivet.dn.se/arkivet/tidning/1946-06-01/147/13. Läst 5 maj 2016.
8. ↑  ”Aldrig en kvinna”. Musikverket. http://calmview.musikverk.se/CalmView/Record.aspx?src=CalmView.Performance&id=PERF14097&pos=15. Läst 5 juli 2015.
9. ↑  ”Doris”. Musikverket. http://calmview.musikverk.se/CalmView/Record.aspx?src=CalmView.Performance&id=PERF14096&pos=443. Läst 5 maj 2016.
10. ↑  ”Röd i det blå”. Musikverket. http://calmview.musikverk.se/CalmView/Record.aspx?src=CalmView.Performance&id=PERF14162&pos=445. Läst 5 maj 2016.
11. ↑  ”Solfjädern”. Musikverket. http://calmview.musikverk.se/CalmView/Record.aspx?src=CalmView.Performance&id=PERF14161&pos=446. Läst 5 maj 2016.
12. ↑  ”Kärlekens komedi”. Musikverket. http://calmview.musikverk.se/CalmView/Record.aspx?src=CalmView.Performance&id=PERF14122&pos=447. Läst 5 maj 2016.